# Paiwarria
Paiwarria is een geslacht van vlinders van de familie Lycaenidae.

## Soorten
- P. antinous (Felder & Felder, 1865)
- P. aphaca (Hewitson, 1867)
- P. episcopalis (Fassl, 1912)
- P. telemus (Cramer, 1775)
- P. umbratus (Geyer, 1837)
- P. venulius (Cramer, 1782)